# Paratetralophodon
Genre
Paratetralophodon est un genre fossile de proboscidiens de la super-famille des Elephantoidea et des gisements du Néogène tardif en Inde et en Chine. 

## Classification
Le genre Paratetralophodon est décrit en 1983 par le paléontologue et mammalogiste français Pascal Tassy (d) (1943-),.
Bien que traditionnellement classé dans la famille des Gomphotheriidae, des études récentes montrent qu'il est plus étroitement lié aux éléphants modernes,,.

## Espèces
Paratetralophodon hasnotensis, trouvé dans les collines de Siwalik dans le Nord de l'Inde, est la seule espèce sans équivoque du genre, mais la forme extrême-orientale « Tetralophodon » exoletus est provisoirement considérée comme référençable à ce genre sur la base de similitudes avec P. hasnotensis, tandis que des spécimens de Lantian, Chine, semblent représenter une espèce sans nom de Paratetralophodon.

### Publication originale
- [1983] Pascal Tassy, « Les Elephantoidea Miocènes du Plateau du Potwar, Groupe de Siwalik, Pakistan », Annales de Paléontologie, vol. 69, no 3,‎ 1983, p. 99-136 et 235-297 (ISSN 0753-3969).